# Bajitpur (underdistrikt)
Bajitpur är ett underdistrikt i Bangladesh. Det ligger i den centrala delen av landet, 80 kilometer nordost om huvudstaden Dhaka.
Trakten runt Bajitpur består till största delen av jordbruksmark. Runt Bajitpur är det mycket tätbefolkat, med 1 819 invånare per kvadratkilometer.